# 山地門社之女
《山地門社之女》（日语：サンティモン社の女）是臺灣畫家陳進在1936年期間所完成的膠彩畫作品，該作品內容主要描繪屏東縣山地門社排灣族的生活情景。原件現由日本福岡市福岡亞洲美術館典藏，為臺灣知名的近代畫作之一。

## 歷史
1934年11月20日至1937年期間，陳進在返回臺灣後開始於高雄州立屏東高等女子學校（今國立屏東女子高級中學）任教，受時任校長大森丈之助禮遇，每年度一學期擔任屏東高女教員，於以受到現代化影響而知名的山地門排灣族部落寫生，成為其原住民生活題材作品的繪畫溫床。
1936年，陳進於日本都立美術館對面德川家康的寬永寺場地繪製《山地門社之女》，後以該畫入選1936年文部省美術展覽會（新文展）鑑查展。該畫後則由東京目黑雅敘園的創設者細川力藏收藏，並放置於雅敘園展示，後經拍賣輾轉之後，該畫於2001年由福岡亞洲美術館典藏。並耗費一年時間由日本國寶修復聯盟專家進行修復工程，包括對於五條立的褶縐，以及部分絹布裂損等區域進行主要的修復。
2005年，國立臺灣美術館曾以現代性為議題規劃了「生發與變遷──台灣美術『現代性』系列展」，並引用《山地門社之女》做為主視覺創作設計。，《山地門社之女》則從福岡亞洲美術館運送臺灣借展，也是該作品首次於臺灣展出。
2020年，《山地門社之女》與線稿版本在研究與策展團隊的邀請下，於北師美術館之「不朽的青春 臺灣美術再發現」特展再次於臺灣展出。

## 作品評價
在《山地門社之女》中，陳進以纖細筆法與優雅色彩描繪較為理想化的臺灣原住民女性形象。並試圖以女性威嚴的姿態「表現屬於鄉土之美」，並在畫面構成產生出富有緊張感的意境。陳進不僅留下當時排灣族女性重要歷史圖像，也成為其生涯中重要並廣為後世討論之代表作。

## 外部連結
- 山地門社之女－福岡亞洲美術館 （页面存档备份，存于）